# 潘鳴鳳
潘鳴鳳（？—1646年（隆武二年八月）），字丹竹，衡州府安仁縣人，南明軍事人物。

## 生平
潘鳴鳳是永寧王朱由𣚅起義時的三十六將之一，勇猛非常，後來跟隨揭重熙，有部眾一萬人。某天他偵查到王得仁會前往樂安，撫州空虛可以偷襲，於是帶兵跟隨揭重熙前往。王得仁方才離開西門，沒有發現潘鳴鳳來到，被他用戟刺中面部，幾乎被抓獲，快步走才得免。其後，潘鳴鳳在山中出家為僧。金聲桓經過安仁，得知他生病，就派九名騎兵拘捕他。鳴鳳竭力起來，呼喚部下十多人埋伏山隘，自己隻身走入酒肆。清朝騎兵看見他，以為是僧人，問他是否認識潘鳴鳳。他即時回應：「我就是。」拔起刀斬殺二人，七名騎兵上馬追他，其中二人遇埋伏，再向前又有三人被擒，剩下兩名清兵逃回。金聲桓攻陷廣信，鳴鳳在水中設置木樁，令清朝軍船碎掉，多人浸死，他取得物資而歸。之後，他在隆武二年（1645年）八月帶領壯士追擊入福建的清兵，因馬匹跌倒而被殺。

## 引用
1. 1 2  錢海岳《南明史·卷五十四·列傳第三十》：（隆武二年）八月，聞清兵入仙霞關，（揭重熙）命中軍洪深入鐵牛關，趨光澤，駐峽山。遇苦雨，食盡，鳴鳳迎戰死。
2. 1 2  錢海岳《南明史·卷五十四·列傳第三十》：（潘）鳴鳳，字丹竹，安仁人。由𣐙起義師時三十六將之一，勇冠一軍。及從重熙，有眾萬人。一日，偵得（王）得仁赴樂安，撫虛可襲，提兵從重熙往。得仁方出西門，不虞鳴鳳至。鳴鳳以步逐馬，戟中得仁面，幾執之，疾走得免。後為僧山中。
3. ↑  錢海岳《南明史·卷五十四·列傳第三十》：（金）聲桓過安仁，聞其病，遣九騎往縶之。鳴鳳力疾起，呼所部十餘人伏於隘，而孑身入酒肆中。敵騎見為僧，不知即鳴鳳也，因問識鳴鳳乎？遽應曰：「我是也。」拔刀斬二人，七騎者上馬馳，遇伏禽其二，再前再遇，禽其三，得歸者才二騎耳。聲桓陷廣信，鳴鳳以木樁置水中，舟盡碎，多泅水死，鳴鳳盡其所獲而返。後率壯士邀擊清兵之入閩者，馬蹶被殺。